# Tobias Lauritsen
Tobias Lauritsen (født 18. juni 2004) er en dansk fodboldspiller, der spiller som midtbanespiller for den danske Superliga-klub Vejle Boldklub.
Lauritsen er søn af Morten Lauritsen, der som aktiv fodboldspiller nåede 32 danske Superliga- kampe for AaB og Randers FC i perioden 1996–05.

## Klubkarriere

### Vejle
Efter at have spillet ungdomsfodbold for Himmelev-Veddelev Boldklub og FC Roskilde kom Lauritsen til Vejle Boldklub i 2019. Han arbejdede sig op gennem ungdomsrækkerne i Vejle og rykkede permanent op i førsteholdstruppen i sommeren 2020.[kilde mangler]
18-årige Lauritsen fik sin officielle debut den 2. august 2022 i en DBU Pokal-kamp mod OKS.   Senere samme måned fik han også sin debut for Vejle i den danske 1. division.

## Eksterne links
- Tobias Lauritsen profil på Soccerway

- Tobias Lauritsen i DBU's Landsholdsdatabase